# Campaña Latinoamericana por el Derecho a la Educación
La Campaña Latinoamericana por el Derecho a la Educación (CLADE) es una red plural de organizaciones de la sociedad civil, que impulsa acciones de movilización social e incidencia política para defender el derecho humano a una educación transformadora, pública, laica y gratuita para todos y todas, a lo largo de la vida y como responsabilidad del Estado. La CLADE actúa en red, siendo formada por foros nacionales en 18 países de América Latina y el Caribe, así como redes regionales y organizaciones internacionales.

## Membresía
La CLADE actúa en red, siendo formada por foros nacionales, redes regionales y organizaciones internacionales. 
La coordinación ejecutiva de la CLADE actúa desde una oficina ubicada en la ciudad de São Paulo, Brasil, y se hace cargo de trabajar para poner en práctica la agenda política de la Campaña, la cual se define en la Asamblea General de la red, realizada cada dos años. Las siguientes organizaciones forman parte en la CLADE:

### Foros Nacionales
| Argentina            | Campaña Argentina por el Derecho a la Educación                      |
| Bolivia              | Campaña Boliviana por el Derecho a la Educación                      |
| Brasil               | Campanha Nacional pelo Direito à Educação                            |
| Chile                | Foro por el Derecho a la Educación Pública                           |
| Colombia             | Coalición Colombiana por el Derecho a la Educación                   |
| Costa Rica           | Agenda Ciudadana por la Educación                                    |
| Ecuador              | Contrato Social por la Educación                                     |
| El Salvador          | Red Salvadoreña por el Derecho a la Educación                        |
| Guatemala            | Colectivo de Educación para Todas y Todos                            |
| Haití                | Reagrupación Educación para Todas y Todos                            |
| Honduras             | Foro Dakar Honduras                                                  |
| México               | Campaña por el Derecho a la Educación en México (CADEM)              |
| Nicaragua            | Foro de Educación y Desarrollo Humano de la Iniciativa por Nicaragua |
| Panamá               | Coalición Panameña por el Derecho a la Educación                     |
| Paraguay             | Red por el Derecho a la Educación                                    |
| Perú                 | Campaña Peruana por el Derecho a la Educación                        |
| República Dominicana | Foro Socioeducativo                                                  |
| Venezuela            | Foro Venezolano por el Derecho a la Educación                        |

### Redes regionales
| Asociación Latinoamericana de Educación y Comunicación Popular (ALER)       |
| Consejo de Educación Popular de América Latina y el Caribe (CEAAL)          |
| Espacio sin Fronteras                                                       |
| Fe y Alegría                                                                |
| Marcha Global Contra el Trabajo Infantil                                    |
| Organización Mundial para la Educación Preescolar - Región América Latina   |
| Pressenza                                                                   |
| Red Global/Glocal por la Calidad Educativa                                  |
| Red de Educación Popular Entre Mujeres de Latinoamérica y el Caribe (REPEM) |

### Organizaciones internacionales
| ActionAid Américas                              |
| Asociación Alemana para la Educación de Adultos |
| Ayuda en Acción                                 |
| Oxfam Ibis                                      |
| Plan Internacional                              |

## Participación en espacios internacionales estratégicos
La CLADE es miembro de la Campaña Mundial por la Educación (CME) y actualmente integra su Comité Directivo. Mantiene relaciones formales con la UNESCO, integrando el Grupo de Coordinación de la Consulta Colectiva de las ONG sobre la Educación para Todos (CCONG/EPT) y, como miembro del Comité Directivo de la CME, participa en el Comité Directivo de la Educación 2030, instancia de seguimiento a la Agenda de Educación 2030 a nivel mundial. Asimismo, integra el Grupo de Partes Interesadas de Educación y Academia de la ONU, espacio de participación de la sociedad civil en el seguimiento y revisión de los Objetivos de Desarrollo Sostenible (ODS).
En el 2016, la CLADE logró status consultivo en el Consejo Social y Económico de Naciones Unidas (ECOSOC), lo que le ha permitido participar de manera calificada en el Foro Político de Alto Nivel (HLPF), mecanismo de seguimiento y revisión de los ODS en Naciones Unidas. 
A nivel regional, la CLADE participa en el Comité Directivo de la Educación 2030 para América Latina y el Caribe; e integra el mecanismo de participación de la sociedad civil en la Agenda de Desarrollo Sostenible, que se estableció en el marco del Foro de los Países de América Latina y el Caribe sobre el Desarrollo Sostenible. Estas dos instancias son las responsables por darle seguimiento a la realización de la Agenda 2030 en la región.

## Historia
La experiencia de la CLADE se inicia bajo una propuesta que arranca en el 1999, en Santo Domingo, en el marco del primer encuentro de monitoreo de las políticas públicas de UNESCO, cuando se convocaron diferentes ONGs de América Latina y el Caribe al I Encuentro Latinoamericano de la Sociedad Civil para la Incidencia en Políticas Educativas. Este evento preparó la región para la Conferencia Mundial sobre Educación, que tendría lugar en Dakar, Senegal, entre los días 26 y 28 de abril de 2000.
La CLADE se creó en el 2002, con el objetivo de darle seguimiento a los avances y retos respecto a los compromisos asumidos por los Estados miembros de Naciones Unidas en la Conferencia Mundial sobre Educación en Dakar. En el II Encuentro Latinoamericano de la Sociedad Civil para la Incidencia en Políticas Educativas, realizado en Santa Cruz de la Sierra, Bolivia, en el 2003, la red CLADE discutió sobre la necesidad de presionar por la garantía de una educación pública y de calidad para todas y todos, exigiendo más inversiones para la educación en los países de América Latina y el Caribe y convocando a las organizaciones de la sociedad civil a contribuir en el desarrollo de procesos de construcción y seguimiento de las políticas.
Así se definió la necesidad de elaborar, en los años 2004 y 2005, una Agenda Educativa Regional a partir de las agendas nacionales, para fortalecer las luchas, demandas y estrategias de los foros de organizaciones de la sociedad civil que defendían el derecho humano a la educación en diferentes países de la región. En ese sentido, la CLADE se forma teniendo como misión la incidencia en políticas públicas a partir de un esfuerzo de articulación institucional y alianza con comunidades educativas y otros diferentes actores y sectores sociales, para defender el derecho a la educación pública, gratuita y de calidad para todas las personas, en América Latina y el Caribe. 

## Iniciativas más recientes

### Semana de Acción Mundial por la Educación y Semana Latinoamericana por el Derecho a la Educación
La CLADE, en articulación con sus socios en distintos países y redes regionales aliadas, participa anualmente de las actividades de la Semana de Acción Mundial por la Educación (SAME), una movilización social para exigir la garantía de derechos y hacer visibles y públicas las demandas de la sociedad civil. Asimismo, en el 2017 ha movilizado la región a través de la Semana Latinoamericana por el Derecho a la Educación.
Con estas iniciativas, se han coordinado debates, manifestaciones, diálogos con autoridades, piezas artísticas y actividades de comunicación en los distintos países de la región, involucrando a los foros nacionales miembros de la CLADE, sindicatos docentes, movimientos y organizaciones estudiantiles, entre otros actores, con miras a sensibilizar a miembros de la comunidad educativa, autoridades y a la sociedad en general, convocándolas a sumarse a acciones para defender el derecho humano a la educación de todas y todos, como una responsabilidad de los Estados.

#### SAME
Todos los años, la Campaña Mundial por la Educación (CME) coordina la SAME, que se impulsa simultáneamente en más de 100 países, siempre en el mes de abril, en el marco del aniversario del Foro Mundial de Educación de Dakar (2000). Esta Semana, a cada año, les recuerda a los Estados sus compromisos internacionales con la realización del derecho a la educación a partir de un tema común. La educación de personas con discapacidad, primera infancia, financiamiento educativo y participación social están entre los temas enfatizados en los últimos años.
La edición 2019 de la SAME se realizó con el tema “Nuestra educación, nuestros derechos”, impulsando actividades y diálogos para analizar y discutir el estado del derecho a la educación en la región, en un momento clave: en julio de 2019, se revisa el estado de cumplimiento del Objetivo de Desarrollo Sostenible (ODS) 4, referido a la educación, en Naciones Unidas.

#### Semana Latinoamericana
A su vez, la CLADE realizó el 2017 la primera Semana Latinoamericana por el Derecho a la Educación, con miras a ampliar la valorización de la educación pública, laica, gratuita, inclusiva y transformadora en el imaginario social y los debates públicos de la región. El mes de realización de la Semana Latinoamericana - septiembre - se eligió para recordar el aniversario de los Objetivos de Desarrollo Sostenible (ODS), adoptados por la Asamblea General de la ONU en septiembre de 2015. Cada edición de la Semana deberá enfocar un tema clave para la realización del derecho a la educación en la región, siendo que la primera, bajo la consigna "¡Financien lo Justo!" abordó la demanda por un financiamiento justo y adecuado para garantizar una educación pública y gratuita para todas las personas. A su vez, la segunda Semana Latinoamericana, lanzada en el 2018, abraza el tema "Educar para la Libertad: Diálogos y Acción por una Educación Emancipadora".

### Sistema de Monitoreo del Financiamiento del Derecho Humano a la Educación en América Latina y el Caribe
Esta plataforma elaborada por la CLADE, con el apoyo de Ayuda en Acción, Global Partnership for Education (GPE), Oxfam IBIS y Oxfam Novib, presenta datos comparativos y análisis sobre el financiamiento educativo público en 20 países de América Latina y el Caribe. La información recopilada puede ser consultada de manera individual para cada país, o de modo comparado a nivel regional. Asimismo, se organiza en tres dimensiones de análisis: esfuerzo financiero público, disponibilidad de recursos por persona en edad escolar y equidad en el acceso escolar.

### Festival Audiovisual ¡Luces, Cámara y Educación!
Las dos ediciones del festival de cortometrajes tuvieron como tema “Hacia la superación de la violencia y discriminación por orientación sexual e identidad de género en los centros educativos”. La iniciativa tuvo el objetivo de sensibilizar a las autoridades y tomadoras y tomadores de decisiones, así como a estudiantes, docentes y la ciudadanía en general, sobre la importancia de garantizarse plenamente el derecho a la educación de las personas Lesbianas, Gays, Bisexuales, Trans e Intersex (LGBTI) y de promover los centros educativos como espacios de realización de todos los derechos humanos.
En este marco, se crearon canales de participación y diálogo, virtuales y presenciales, para jóvenes y adolescentes de América Latina y el Caribe, por los cuales pudieron expresar sus miradas sobre los derechos a la orientación sexual e identidad de género en el contexto educativo. La primera edición del “¡Luces, Cámara y Educación!” tuvo lugar los días 7 y 8 de diciembre de 2017 en La Paz, Bolivia, y la segunda fue realizada los días 29 y 30 de noviembre de 2018, en San José, Costa Rica.

### Observatorio Regional de Educación Inclusiva
El Observatorio Regional de Educación Inclusiva (OREI) se gestó a partir de una recomendación emanada de la 48.ª Reunión de la Conferencia Internacional de Educación realizada en Ginebra en el año 2008, la cual establecía la necesidad de avanzar hacia la puesta en marcha de un observatorio de educación inclusiva en América Latina y el Caribe. Es así que, para llevar adelante el Observatorio Regional de Educación Inclusiva, se establece una cooperación interinstitucional entre CLADE,  OREALC/UNESCO Santiago, IIPE UNESCO Buenos Aires, UNICEF, CEPAL, IBE UNESCO Ginebra y Organización de Estados Iberoamericanos (OEI).

### Red Mixta de Parlamentarios/as y Sociedad Civil por el Derecho a la Educación en América Latina y el Caribe
La Red Mixta es una instancia suprapartidaria impulsada por la CLADE, que promueve debates legislativos y de fortalecimiento de las articulaciones entre parlamentarios/as y sociedad civil, en ámbito nacional y regional, para defender la educación pública, gratuita y laica, para todas las personas y como un derecho humano fundamental.
Su propósito es impulsar la implementación de marcos legales que sean promotores del derecho humano a la educación y asegurar el derecho a la participación de la sociedad civil, y en especial de los sujetos de la comunidad educativa, en los marcos normativos, así como en el debate legislativo y presupuestario.
La Red Mixta de Parlamentarias/os y Sociedad Civil por el Derecho a la Educación en América Latina y el Caribe fue lanzada en diciembre del 2015, en el marco de un encuentro entre parlamentarias, parlamentarios y sociedad civil realizado por la CLADE en São Paulo.

### Dignité: El Derecho Humano a la Educación en Haití
La película, elaborada por la CLADE en alianza con la Reagrupación Educación para Todos y Todas de Haití, presenta un conjunto de testimonios de haitianos y haitianas sobre la educación en su país. Estudiantes, docentes, directoras y directores, padres y madres, personas estudiosas, activistas, representantes de gobierno y de organismos internacionales, hablan sobre los desafíos de la educación nacional y plantean propuestas para la construcción de un sistema educativo garante de derechos.
El documental fue lanzado el 24 de abril de 2015, en la Universidad del Estado de Haití, en Puerto Príncipe, durante la Semana de Acción Mundial por la Educación (SAME) de aquel año. Sitio web de la película: http://dignite.redclade.org